# Jackel (Bad Wilsnack)
Jackel ist ein bewohnter Gemeindeteil der Stadt Bad Wilsnack vom Amt Bad Wilsnack/Weisen im Landkreis Prignitz in Brandenburg.

## Geographie
Der Ort liegt fünf Kilometer nordwestlich von Bad Wilsnack. Die Nachbarorte sind Uenze und Ponitz im Nordosten, Karthan im Osten, Bad Wilsnack und Groß Lüben im Südosten, Lanken im Süden, Klein Lüben im Südwesten, Kuhblank im Westen sowie Groß Breese und Waldsiedlung im Nordwesten.